# Poldervaart Edge
Poldervaart Edge ist eine 1300 m hohe und nach Osten ausgerichtete Geländestufe im ostantarktischen Coatsland. In den Read Mountains der Shackleton Range erstreckt sie sich als Teil der Du-Toit-Nunatakker über eine Länge von 7 km in nordost-südwestlicher Ausdehnung.
Luftaufnahmen entstanden 1967 durch die United States Navy. Vermessungen nahm der British Antarctic Survey zwischen 1968 und 1971 vor. Das UK Antarctic Place-Names Committee benannte die Geländestufe 1971 nach dem US-amerikanischen Petrologen Arie Poldervaart (1919–1964) für seine Forschungen zu Basaltgestein.